# Косвени жертви
„Косвени жертви“ (на английски: Collateral Damage) е американски екшън трилър от 2002 година на режисьора Андрю Дейвис. Във филма участват Арнолд Шварценегер, Елиас Котеас, Франческа Нери, Клиф Къртис, Джон Легуизамо и Джон Туртуро. Филмът е пуснат в Съединените щати на 8 февруари 2002 г.